# Tectoy Digital
Tectoy Digital foi uma desenvolvedora e publicadora brasileira de jogos eletrônicos fundada  em Março de 2006 por André Penha e Rafael Nanya. A empresa produziu títulos para as plataformas Zeebo, Nintendo DS, celulares J2ME e Brew, Windows Mobile e iPhone. No entanto, desde que foi vendida para a empresa irmã Zeebo, o estúdio só se dedica a esta plataforma.
Em 2010, quando foi adquirido pela empresa Zeebo, o estúdio passou a se chamar Zeebo Interactive Studios. Em 2012 a empresa encerrou suas atividades.
O estúdio era parte do grupo Tectoy, tradicional empresa de jogos brasileira, e era associado à Abragames.

## História
No final de 2005, o então executivo de publicação da Tectoy S.A., Reinaldo Normand, encontrou uma empresa de Campinas fundada por quatro ex-alunos do Instituto de Computação da Unicamp. Então conhecida como Délirus, a empresa acabara de se apresentar no evento Venture Forum, da FINEP. Depois de curta negociação, dois dos sócios da Délirus fundaram a Tectoy Digital, enquanto outros dois se mantiveram na antiga empresa.
No início de 2006, Penha e Nanya começaram uma equipe de 6 pessoas, que em seu primeiro ano preocupava-se em atender a empresa-irmã Tectoy Mobile, publicadora de jogos para celular.
A empresa na época executava atividades de porting (a conversão de programas de computador entre plataformas diferentes) de jogos para celulares J2ME e Brew. No ano seguinte, a empresa começou a criar jogos para celulares e a atender clientes internacionais, como a Bandai, a SEGA (antigo parceiro da empresa-mãe Tectoy), a Electronic Arts e a Eidos.
Em janeiro de 2009, a Tectoy Digital já contava com mais de 40 funcionários e havia exportado, em 2008, 80% de seu faturamento.
Em julho de 2010, a empresa Zeebo adquiriu o estúdio e o transformou em uma unidade de produção de jogos para a plataforma. André Penha e Rafael Nanya deixaram o estúdio do Brasil e foram para os Estados Unidos. 
Em 2012, por decisão da controladora Qualcomm (dona da Zeebo), o estúdio encerrou suas atividades.

## Jogos
- Quake
- Quake II
- Crash Bandicoot Nitro Kart 3D
- Turma da Mônica em Vamos Brincar
- Zeebo Extreme Corrida Aérea
- Zeebo F.C. Super League
- Boomerang Sports Vôlei
- Boomerang Sports Queimada
- Zeebo Extreme Jetboard
- FIFA Soccer 09
- Need for Speed Carbon: Own the City